# سیلاب (محله)
سیلاب نام دو کوی از کوی‌های قدیمی تبریز است. سیلاب قوشخانه و سیلاب ملازینال به صورت سلاب در میان مردم تبریز گفته می‌شود. مرکز این کوی کوچه ایده لو است که از جنوب به بازارچه سیلاب و از شمال به کوه عون بن علی (عینالی) می‌رسد، این کوی‌ها در شمال شهر و در حوزهٔ منطقهٔ یک شهرداری تبریز هستند. اکنون با مسیرگشایی منطقه از راه سی و پنج متری ایده لو که تا اتوبان پاسداران ادامه دارد منطقه سیلاب یکی از شاهراه‌های عبوری منطقه شده است، خانه مجلل و آیینه کاری شده پدر ایرج میرزا (صدر الشعرا غلامحسین میرزا) شاعر دوران قاجار در کوچه صدرالشعرای کوی سیلاب بود که در اثر بی توجهی و ساخت و سازهای تازه در کوچه صدر الشعرا ویران شد.

## ریشه نام کوی سیلاب
برای روان شدن سیلاب هائی که پس از هر بارندگی به راه می افتادند و گاه ویرانگر نیز بودند این کوی سیلاب نامگذاری شده است.

## مشاهیر
- صدر الشعرا غلامحسین‌میرزا پدر ایرج میرزا شاعر دوران قاجار
- ایرج میرزا شاعر دوران قاجار
- دکتر نادر حقی منیع رئیس بیمارستان لقمان حکیم در تهران

## آثار تاریخی
- خانه پدر ایرج میرزا در کوچه صدرالشعرا که در زمان جمهوری اسلامی ویران شد.
- شازدا حامامی (گرمابه شاهزاده یا گرمابه مشیر نظام) در خیابان عارف کوی سیلاب